# Betty Balfour
Pour les articles homonymes, voir Balfour (homonymie).
Betty Balfour (27 mars 1903 – 4 novembre 1977) est une actrice anglaise, vedette du cinéma muet. Elle fut désignée comme la « Mary Pickford britannique » et « Britain's Queen of Happiness » (la « Reine du bonheur de la Grande-Bretagne »).

## Biographie
Betty Balfour fut l'actrice la plus populaire de Grande-Bretagne dans les années 1920, et en 1927 le Daily Mirror la salua comme l'actrice au monde préférée des Britanniques[réf. nécessaire]. Elle était une actrice de cinéma accomplie, dont les interprétations sympathiques, souvent, étaient empreintes de pathos.
Son talent éclate dans la série de comédies Squibs, produite par George Pearson, alors que dans Love, Life and Laughter (1923) et Reveille (1924), elle montra qu'elle pouvait également jouer des rôles plus sérieux.
Elle fit ses débuts sur scène en 1913. C'est alors qu'elle jouait dans la pièce Medora à l'Alhambra Theatre, Leicester Square à Londres, que T. A. Welsh et Pearson la virent. Ils ne tardèrent pas à lui faire signer un contrat pour Nothing Else Matters en 1920. Après avoir assuré la relève de Gertrude Lawrence sur les planches dans The Midnight Follies, Balfour travailla de nouveau avec Pearson et tint son premier rôle vedette dans Mary Find the Gold.
Balfour n'essaya jamais de percer à Hollywood mais, à l'instar d'Ivor Novello, elle eut l'occasion d'exporter son talent outre-Manche. Elle fut à l'affiche des films allemands Die Sieben Töchter der Frau Gyurkovics et Die Regimentstochter, travailla avec Marcel l'Herbier dans Le Diable au cœur, pour Louis Mercanton dans Monkeynuts, et pour Géza von Bolváry dans Bright Eyes.
De retour en Grande-Bretagne, elle interpréta également le rôle principal dans le film d'Alfred Hitchcock Champagne. Les débuts de Balfour dans un film parlant, en l'occurrence dans The Brat, basé sur le personnage des Squibs, connut un succès en demi-teinte, et l'actrice devait voir sa popularité décliner dans les années 1930. Cependant, elle devait encore jouer un rôle secondaire au côté de Jessie Matthews dans Evergreen en 1934, apparaître avec John Mills au générique de Marin de Sa Majesté (Brown on Resolution) en 1935, et incarner la matrone dans 29 Acacia Avenue (1945).
Balfour eut moins de chance dans sa vie privée. Son mariage avec le compositeur Jimmy Campbell battit de l'aile en 1941, au bout de dix ans. Une tentative de retour sur les planches en 1952 échoua. Au plus fort de la tourmente, elle tenta même de mettre fin à ses jours.

## Filmographie
- 1920 : Le Pantin meurtri (Nothing Else Matters) de George Pearson
- 1921 : Son vieux papa (Mary-Find-the-Gold) de George Pearson
- 1921 : La Petite marchande de fleurs de Piccadilly (Squibs) de George Pearson
- 1922 : La Gosse de Whitechapel (Mord Em'ly) de George Pearson
- 1922 : Wee MacGregor's Sweetheart de George Pearson
- 1922 : Squibs gagne la coupe de Calcutta (Squibs Wins the Calcutta Sweep) de George Pearson
- 1923 : Roses de Piccadilly (Love, Life and Laughter) de George Pearson
- 1923 : Squibs, membre du Parlement (Squibs M.P.) de George Pearson
- 1923 : La lune de miel de Squibs (Squibs' Honeymoon) de George Pearson
- 1924 : Réveille de George Pearson
- 1925 : Bohémiens de la mer (Satan's Sister) de George Pearson
- 1925 : Petite chérie (Somebody's Darling) de George A. Cooper
- 1925 : Monte Carlo de Louis Mercanton
- 1925 : Pearl of Love de Leon Danmun
- 1926 : La Petite bonne du palace de Louis Mercanton
- 1926 : Mon cœur aux enchères (Blinkeyes) de George Pearson
- 1926 : Miss Pinson (The Sea Urchin) de Graham Cutts
- 1926 : La Dame de l'Archiduc (Die sieben Töchter der Frau Gyurkovics) de Ragnar Hyltén-Cavallius
- 1928 : Le Diable au cœur de Marcel L'Herbier
- 1928 : Le Mari déchaîné (A little bit of fluff) de Jess Robbins et Wheeler Dryden
- 1928 : À l'Américaine (Champagne) d'Alfred Hitchcock
- 1928 : Paradis (Paradise) de Denison Clift
- 1928 : Croquette de Louis Mercanton
- 1929 : Die Regimentstochter de Hans Behrendt
- 1929 : Palace de luxe (Champagner) de Géza von Bolváry
- 1929 : The Vagabond Queen de Géza von Bolváry
- 1930 : Raise the roof de Walter Summers
- 1930 : The Nipper de Louis Mercanton
- 1934 : Toujours vingt ans (Evergreen) de Victor Saville
- 1934 : My Old Dutch de Sinclair Hill
- 1935 : Squibs de Henry Edwards
- 1935 : Marin de Sa Majesté (Brown on Resolution) de Walter Forde
- 1936 : Eliza Comes to stay de Henry Edwards
- 1945 : 29 Acacia Avenue d'Henry Cass